# HAM-80

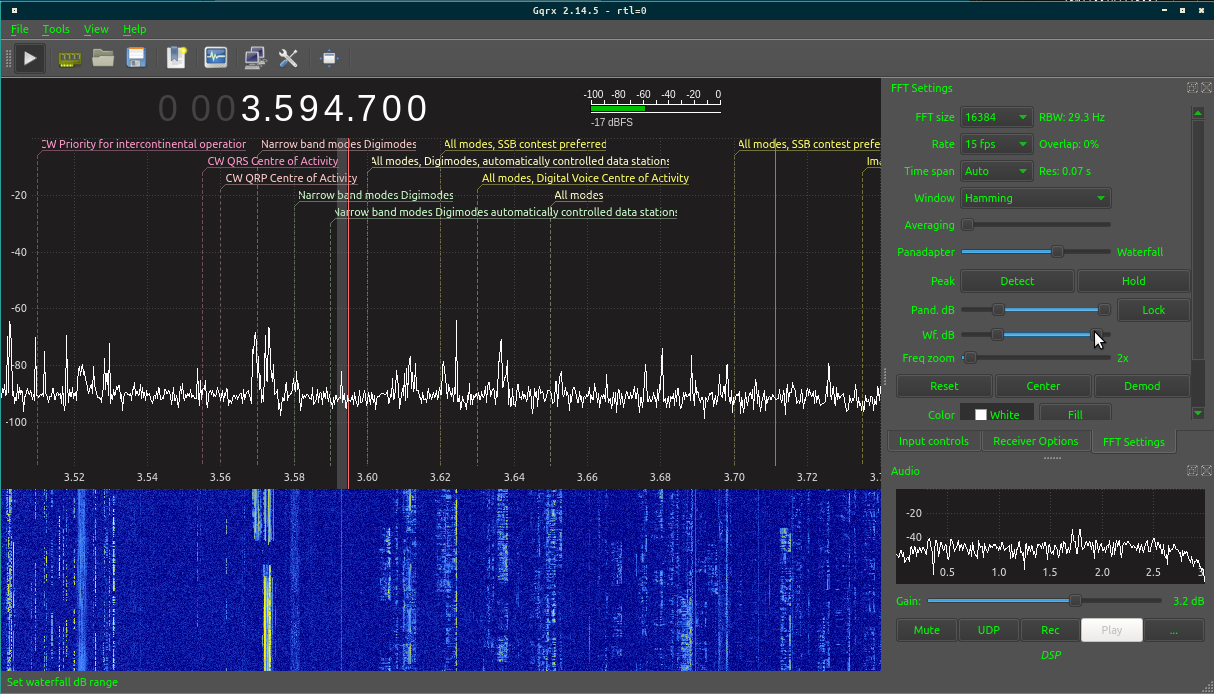
GQRX 80m

A 80 m-es amatőrsáv a rövidhullámú rádiófrekvenciás tartományban lévő, rádióamatőrök számára kijelölt sáv. A kijelölt frekvenciatartomány: 3500 - 3800 kHz.

## Terjedési sajátosságai[1]
A 80m-es amatőrsáv a rövidhullámú rádiófrekvenciás tartomány alján van, ezért a rövidhullámokra jellemző terjedési tulajdonságai vannak:
- felületi hullámok formájában nagyon erős csillapítással terjed, gyakorlatban csak néhány km hidalható át ily módon
- napnyugta után térhullámok és NVIS útján is terjed
- a késő éjszakai órákban akár több ezer km-es DX-összeköttetések is létesíthetőek, különösen a téli időszakban
- nappal semmilyen gyakorlatban használható terjedés nincs

## A 80 m-es amatőrsávra vonatkozó nemzetközisávterv[2]
| ITU 1                                                                                       | ITU 2                                              | ITU 3                                            |
| ------------------------------------------------------------------------------------------- | -------------------------------------------------- | ------------------------------------------------ |
| 3500–3800 kHz 1. AMATŐR 2. ÁLLANDÓHELYŰ 3. MOZGÓ, a légi mozgó kivételével 5.92             | 3500–3750 kHz 1. AMATŐR 5.119                      | 3500–3900 kHz 1. AMATŐR 2. ÁLLANDÓHELYŰ 3. MOZGÓ |
| 3800–3900 kHz 1. ÁLLANDÓHELYŰ 2. FÖLDI MOZGÓ 3. (OR) LÉGI MOZGÓ                             | 3500–3750 kHz 1. AMATŐR 5.119                      | 3500–3900 kHz 1. AMATŐR 2. ÁLLANDÓHELYŰ 3. MOZGÓ |
| 3750–4000 kHz 1. AMATŐR 2. ÁLLANDÓHELYŰ 3. MOZGÓ, az (R) légi mozgó kivételével 5.122 5.125 |                                                    | 3500–3900 kHz 1. AMATŐR 2. ÁLLANDÓHELYŰ 3. MOZGÓ |
| 3900–3950 kHz 1. (OR) LÉGI MOZGÓ 5.123                                                      | 3900–3950 kHz 1. LÉGI MOZGÓ 2. MŰSORSZÓRÁS         |                                                  |
| 3950–4000 kHz 1. ÁLLANDÓHELYŰ 2. MŰSORSZÓRÁS                                                | 3950–4000 kHz 1. ÁLLANDÓHELYŰ 2. MŰSORSZÓRÁS 5.126 |                                                  |

- 5.92 - Az 1. Körzet néhány országa az 1606,5−1625 kHz, 1635−1800 kHz, 1850−2160 kHz, 2194−2300 kHz, 2502−2850 kHz és a 3500−3800 kHz sávban rádiómeghatározó rendszereket működtet a 9.21 Bekezdés szerint megszerzett egyetértéstől függően. Az ezen állomások által kisugárzott átlagteljesítmény nem haladhatja meg az 50 W értéket.
- 5.119 - Járulékos felosztás: Peruban a 3500−3750 kHz frekvenciasávot elsődleges jelleggel az állandóhelyű és a mozgószolgálat számára is felosztották. (WRC‑15)
- 5.122 - Helyettesítő felosztás: Bolíviában, Chilében, Ecuadorban, Paraguayban és Peruban a 3750−4000 kHz frekvenciasávot elsődleges jelleggel a légi mozgószolgálat kivételével a mozgószolgálat, valamint az állandóhelyű szolgálat számára osztották fel. (WRC‑15)
- 5.125 - Járulékos felosztás: Grönlandon a 3950−4000 kHz sávot elsődleges jelleggel a műsorszóró szolgálat számára is felosztották. Az ebben a sávban üzemelő műsorszóró állomások teljesítménye nem haladhatja meg a nemzeti szolgálat ellátásához szükséges értéket és semmi esetre sem lehet nagyobb, mint 5 kW.

## A sávblokk Magyarországon érvényessávterve[3]
| 3500–3800 kHz                   | 3500–3800 kHz | 3500–3800 kHz | 3500–3800 kHz                 | 3500–3800 kHz             | 3500–3800 kHz                       | 3500–3800 kHz                 | 3500–3800 kHz                                 |
| A                               | B             | C             | D                             | E                         | F                                   | G                             | H                                             |
| ------------------------------- | ------------- | ------------- | ----------------------------- | ------------------------- | ----------------------------------- | ----------------------------- | --------------------------------------------- |
| AMATŐR                          |               | P             | 1                             | K                         | Amatőrrádiózás                      | ECC/REC/(02)01 MSZ EN 301 783 | 3. melléklet 7. pont                          |
| ÁLLANDÓHELYŰ                    | NJE           | N             | 1                             | K                         | Pont-pont, pont-többpont rendszerek | RR 24.1, 24.2 Bekezdés        |                                               |
| ÁLLANDÓHELYŰ                    | NJE           | N             | 1                             | K                         | Katonai állandóhelyű rendszerek     | RR 24.1, 24.2 Bekezdés        |                                               |
| MOZGÓ, a légi mozgó kivételével | NJE           | N             | 1                             | K                         | Egyfrekvenciás rendszerek           |                               | 3. melléklet 4.1. pont 3. melléklet 4.2. pont |
| MOZGÓ, a légi mozgó kivételével | NJE           | N             | 1                             | K                         | Katonai mozgó rendszerek            |                               | 3. melléklet 4.1. pont 3. melléklet 4.2. pont |
| LÉGI RÁDIÓNAVIGÁCIÓ             | 5.92 RRE      | N             | 1                             | K                         | Légi rádiónavigációs rendszerek     |                               |                                               |
|                                 |               | PN            |                               |                           | SRD                                 |                               | 3. melléklet 9.1. pont                        |
| 3                               | K             | PN            | Vasúti alkalmazások           | 3. melléklet 9.5.1. pont  |                                     |                               |                                               |
| 3                               | K             | PN            | Rádiómeghatározó alkalmazások | 3. melléklet 9.7.1. pont  |                                     |                               |                                               |
| 3                               | K             | PN            | Induktív alkalmazások         | 3. melléklet 9.10.1. pont |                                     |                               |                                               |

- Az A oszlop meghatározza az adott sávhoz rendelt egyes rádiószolgálatokat
- A B oszlop meghatározza a vonatkozó lábjegyzetet, a harmonizált katonai sávra
- A C oszlop meghatározza a polgári, a nem polgári vagy az együttes célú használatra történő felosztást. A polgári célú felosztást P, a nem polgári célút N és az együttes célút E jelöli.
- A D oszlop meghatározza az alkalmazás jellegét. Az elsődleges jelleget 1-es, a másodlagos jelleget 2-es, a harmadlagos jelleget 3-as szám jelöli.
- Az E oszlop meghatározza az alkalmazás használatbavételi lehetőségét. A kijelölt kategóriát K, a tervezett kategóriát T jelöli.
- Az F oszlop meghatározza az alkalmazás megnevezését.
- A G oszlop tartalmazza a vonatkozó nemzetközi és hazai dokumentumokra hivatkozásokat
- A H oszlop tartalmazza a frekvenciasávok használata során alkalmazandó további rádióspektrum-gazdálkodási követelményeket és jellemzőket, valamint sávhasználati feltételeket.

## Felosztása[4]
| Frekvenciatartomány (Hz) | Frekvenciatartomány (Hz) | Használható adóteljesítmény (W) | Használható adóteljesítmény (W) | Használható adóteljesítmény (W) | Használható sávszélesség (Hz) | Üzemmód, felhasználás | Engedélyezett adásmód                            | Engedélyezett adásmód                            | Engedélyezett adásmód                                                                              |
| kezdete                  | vége                     | Kezdő                           | CEPT                            | HAREC                           | Használható sávszélesség (Hz) | Üzemmód, felhasználás | Kezdő                                            | CEPT                                             | HAREC                                                                                              |
| ------------------------ | ------------------------ | ------------------------------- | ------------------------------- | ------------------------------- | ----------------------------- | --- | ------------------------------------------------ | ------------------------------------------------ | -------------------------------------------------------------------------------------------------- |
| 3500000                  | 3570000                  | 100                             | 200                             | 1500                            | 200                           | CW - 3500000 CW DX - 3510000 CW DX - 3555000 CW QRS - 3559000 FeldHell - 3560000 CW QRP - Digitális üzemmódok - 3568000 FT4 - 3569100 WSPR | A1A                                              | A1A                                              | A1A                                                                                                |
| 3570000                  | 3580000                  | 100                             | 200                             | 1500                            | 200                           | Digitális üzemmódok - 3570000 JT9, JT65 - 3572000 JT9 - 3572500 T10 - 3573000 FT8 - 3575000 FeldHell - 3575000 FT4 - 3579000 JS8 - 3580000 PSK31 - 3582000 FeldHell - 3582500 MFSK16, Olivia, MT-63 - 3583000 THOR-4/22 - 3588000 FSQ - 3590000 RTTY | A1A, A1B, A1D, F1A, F1B, F1D                     | A1A, A1B, A1D, F1A, F1B, F1D                     | A1A, A1B, A1D, F1A, F1B, F1D                                                                       |
| 3580000                  | 3600000                  | 100                             | 100                             | 1500                            | 500                           | Digitális üzemmódok - 3580000 PSK31 - 3582000 FeldHell - 3582500 MFSK16, Olivia, MT-63 - 3583000 THOR-4/22 - 3588000 FSQ - 3590000 RTTY - 3590500 FeldHell                                                                                           | A1A, A1B, A1D, F1A, F1B, F1D                     | A1A, A1B, A1D, F1A, F1B, F1D                     | A1A, A1B, A1D, F1A, F1B, F1D                                                                       |
| 3600000                  | 3620000                  | 100                             | 200                             | 1500                            | 2700                          | - LSB - Digitális üzemmódok - Automatikus vezérlésű állomások | A1A, A1B, A2A, A2B, F1A, F1B, J2A, J2B, J2E, J3E | A1A, A1B, A2A, A2B, F1A, F1B, J2A, J2B, J2E, J3E | A1A, A1B, A1D, A2A, A2B, A2D, F1A, F1B, F1D, F2A, F2B, F2D, F3E, F3F, J2A, J2B, J2D, J2E, J3E, R3E |
| 3620000                  | 3651000                  | 100                             | 200                             | 1500                            | 2700                          | - LSB - Digitális üzemmódok | A1A, A1B, A2A, A2B, F1A, F1B, J2A, J2B, J2E, J3E | A1A, A1B, A2A, A2B, F1A, F1B, J2A, J2B, J2E, J3E | A1A, A1B, A2A, A2B, F1A, F1B, F2A, F2B, F3E, F3F, J2A, J2B, J2E, J3E, R3E                          |
| 3651000                  | 3735000                  | 100                             | 200                             | 1500                            | 2700                          | - LSB - 3690 LSB QRP - 3730000 SSTV(A) - 3733000 SSTV(D) | A1A, A1B, A2A, A2B, F1A, F1B, J2A, J2B, J2E, J3E | A1A, A1B, A2A, A2B, F1A, F1B, J2A, J2B, J2E, J3E | A1A, A1B, A2A, A2B, F1A, F1B, F2A, F2B, F3E, F3F, J2A, J2B, J2E, J3E, R3E                          |
| 3735000                  | 3741000                  | 100                             | 200                             | 1500                            | 2700                          | SSTV | A1A, A1B, A2A, A2B, F1A, F1B, J2A, J2B, J2E, J3E | A1A, A1B, A2A, A2B, F1A, F1B, J2A, J2B, J2E, J3E | A1A, A1B, A2A, A2B, F1A, F1B, F2A, F2B, F3E, F3F, J2A, J2B, J2E, J3E, R3E                          |
| 3741000                  | 3775000                  | 100                             | 200                             | 1500                            | 2700                          | LSB - 3760000 Vészhelyzeti hívófrekvencia | A1A, A1B, A2A, A2B, F1A, F1B, J2A, J2B, J2E, J3E | A1A, A1B, A2A, A2B, F1A, F1B, J2A, J2B, J2E, J3E | A1A, A1B, A2A, A2B, F1A, F1B, F2A, F2B, F3E, F3F, J2A, J2B, J2E, J3E, R3E                          |
| 3775000                  | 3800000                  | 100                             | 200                             | 1500                            | 2700                          | LSB DX | A1A, A1B, A2A, A2B, F1A, F1B, J2A, J2B, J2E, J3E | A1A, A1B, A2A, A2B, F1A, F1B, J2A, J2B, J2E, J3E | A1A, A1B, A2A, A2B, F1A, F1B, F2A, F2B, F3E, F3F, J2A, J2B, J2E, J3E, R3E                          |

## Gyakorlati felhasználása
A  kijelölt tartomány sávszélessége elegendően nagy ahhoz, hogy lehetőség legyen több hangcsatorna kiosztására. A sáv elejét morzejelek (CW), és keskenysávú digitális jelek használatára osztották ki. Lehetőség van továbbá képi jelek, SSTV átvitelére is.
A sáv használata az esti, éjszakai, hajnali időszakra korlátozódik, a nappali órákban nincs hasznosítható terjedés.
Az esti és reggeli órákban kifejezetten jó az NVIS. Az NVIS a késő éjszakai órákban is fennmarad, viszont ilyenkor már az ionoszféra "kinyílik", és nagyobb távolságok is áthidalhatóak lesznek, ennek következtében a sáv zsúfolttá válik. Ilyenkor akár nagy távolságú, DX-összeköttetések is lehetővé válnak.
A téli hónapokban főleg, a napfoltminimumos éjszakában - a hajnali órákban (napfelkelte előtt) sokszor interkontinentális összeköttetések is létrejöhetnek. Az ilyenkor fellépő 1000 km-es holtzóna következtében az európai állomások csupán a felületi hullámok hatósugarán belül zavarhatják a távoli állomások vételét.